# Nannophrys guentheri
Espèce
Statut de conservation UICN

 EX  : Éteint
Nannophrys guentheri est une espèce d'amphibiens éteinte de la famille des Dicroglossidae.

## Répartition
Cette espèce était endémique du Sri Lanka.
Elle n'est connue que par les spécimens collectés il y a plus de cent ans. Aucune observation n'ayant été enregistrée depuis et l'inventaire récemment réalisé sur l'île n'ayant pu la retrouver, il y a tout lieu de penser qu'elle est aujourd'hui éteinte.

## Étymologie
Cette espèce est nommée en l'honneur d'Albert Günther.

## Publication originale
- Boulenger, 1882 : Catalogue of the Batrachia Salientia s. Ecaudata in the collection of the British Museum, ed. 2, p. 1-503 (texte intégral).